# Condado de White (Illinois)
O Condado de White é um dos 102 condados do Estado americano de Illinois. A sede do condado é Carmi, e sua maior cidade é Carmi. O condado possui uma área de 1 299 km² (dos quais 18 km² estão cobertos por água), uma população de 15 371 habitantes, e uma densidade populacional de 12 hab/km² (segundo o censo nacional de 2000). O condado foi fundado em 9 de dezembro de 1815.